# کشنده (روستا)
کشنده یک منطقهٔ مسکونی در افغانستان است که در ولایت بلخ واقع شده‌است.